# A. M. Head

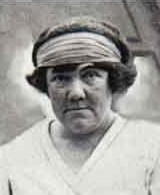
A. M. Head

A. M. Head (* um 1895; † 20. Jahrhundert) war eine irische Badmintonspielerin. 

## Karriere
A. M. Head siegte 1924, 1925 und 1927 bei den Irish Open. 1926 war sie bei den prestigeträchtigen All England erfolgreich.

## Sportliche Erfolge
| Saison | Veranstaltung | Disziplin   | Platz | Name                       |
| ------ | ------------- | ----------- | ----- | -------------------------- |
| 1924   | Irish Open    | Damendoppel | 1     | A. M. Head / Kitty McKane  |
| 1925   | Irish Open    | Damendoppel | 1     | A. M. Head / M. Homan      |
| 1926   | All England   | Damendoppel | 1     | A. M. Head / Violet Elton  |
| 1927   | Irish Open    | Mixed       | 1     | G. S. B. Mack / A. M. Head |